# As I Lay Dying
As I Lay Dying é uma banda norte-americana de metalcore formada em 2000. A banda já lançou sete álbuns de estúdio, doze singles, duas compilações, um DVD, um álbum split e quinze videoclipes.

## História
A banda foi formada em 2000, em San Diego, Califórnia. Logo após sua formação, a banda  assinou com a gravadora Pluto Records e liberou seu primeiro álbum, Beneath the Encasing of Ashes em junho de 2001. Em 2002, a banda gravou as músicas adicionais para o CD Split As I Lay Dying/American Tragedy, lançado também pela Pluto Records. Depois de terem aumentado a popularidade, a banda assinou contrato com a Metal Blade Records em 2003.
Em julho de 2003, lançaram o segundo álbum de estúdio da banda, Frail Words Collapse. Sua turnê foi com bandas como: Himsa, Shadows Fall, The Black Dahlia Murder, By Nightfall, entre outras. Em junho de 2005, a banda lançou seu terceiro álbum Shadows Are Security. Com ele conseguiram a participação no segundo palco do Ozzfest, em 2005. Beneath the Encasing of Ashes (gravado dois meses depois que a banda entrou na Pluto Records) e o split "As I Lay Dying/American Tragedy" foram regravados e re-lançados em um CD, em maio de 2006, denominado A Long March: The First Recordings. O álbum contém as músicas originais e as re-gravações do split e do EP.
Em 2009 fizeram seus primeiros shows no Brasil, nas cidades de Curitiba e São Paulo, pelo disco An Ocean Between Us, além de tocarem também na Argentina, no Chile e na Colômbia, como sequência da "South American Tour 2009".
Em 2010 a banda lançou o álbum The Powerless Rise, que já era esperado pelos fãs. O CD trouxe músicas trabalhadas sem sair do estilo original da banda. As principais canções são "The Plague", "Parallels" e "Anodyne Sea". Recentemente, em 3 de setembro de 2012 foi lançado Awakened que é mais melódico que os álbuns anteriores.

### Prisão de Tim Lambesis, Wovenwar e hiato
No dia 7 de maio de 2013, Tim Lambesis foi preso pela polícia da Califórnia, acusado de tentar matar sua ex-mulher, Meggan Lambesis. Tim teria contratado um assassino de aluguel para matar Meggan, com quem foi casado até setembro de 2012.
Ele poderia pegar 10 anos de cadeia ou só pagar uma fiança que estava estimada em 2 milhões de dólares. Tim foi solto após pagar a fiança. Ele se declarou inocente, e seu advogado alegou que o vocalista estava sofrendo de alterações de humor e que seu estado mental estava afetado devido ao uso em demasia de esteroides.

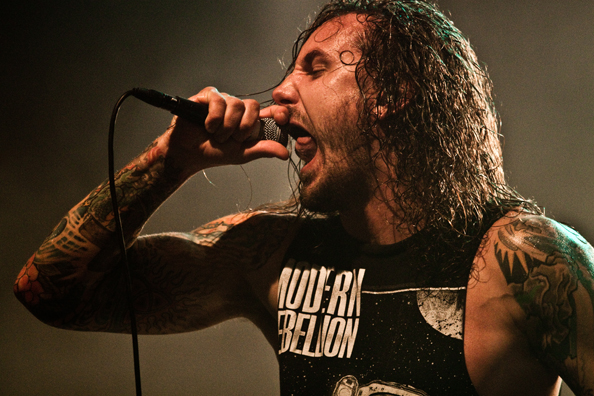
A prisão de Tim Lambesis levou a banda a um hiato indefinido em 2014.

No dia 25 de fevereiro de 2014, em audiência realizada em um tribunal na Califórnia, Lambesis se declarou culpado das acusações e foi condenado a 6 anos de prisão. Desde a sua detenção foi relatado que Lambesis "passou grande parte do ano passado reavaliando o que originalmente o convenceu a abandonar sua fé no cristianismo. Depois de muito quebrantamento e arrependimento ele vê as coisas de forma diferente, e considera-se um seguidor de Jesus , alguém submetido à vontade de Deus." Atualmente, os ex-membros da banda seguem suas atividades com Shane Blay, (ex-vocalista da banda Oh Sleeper), integrando a banda Wovenwar, deixando o As I Lay Dying em hiato.
Tim Lambesis foi liberado da prisão sob condicional em 17 de dezembro de 2016 após um terço da pena cumprida. Segundo o guitarrista George Lynch da banda Dokken, que tem ligação pessoal com alguns membros do As I Lay Dying já há alguns anos, Tim já tem um contrato para um livro e um contrato para lançar um álbum solo mantendo o futuro da banda ainda incerto. Em 2016 Jordan Mancino deu uma entrevista e comentou sobre o As I Lay Dying, nela ele disse que apesar dos rumores e da crença popular, Nick Hipa, Phil Sgrosso e Josh Gilbert ainda são tecnicamente parte da banda devido a um contrato com a gravadora.

### Volta às atividades, reunião e novas músicas (2017 - 2019)
Em 2 de setembro de 2017, a Metal Injection relatou que Lambesis estava trabalhando em novas músicas e planejava lançá-las sob o nome As I Lay Dying e que ninguém da formação anterior ao hiato, além de Lambesis, estaria retornando. Isso seria mais tarde desmentido, em 16 de junho de 2018, a banda publicou um vídeo discutindo abertamente o retorno, e então em 8 de junho de 2018, a banda lançou o videoclipe de "My Own Grave", confirmando sua decisão da reunião divulgada em vídeo que a formação que inclui Lambesis, Hipa, Sgrosso, Gilbert e Mancino iria se manter. Eles realizaram seu primeiro show - que esgotou em quatro minutos - em cinco anos no SOMA Sidestage em sua cidade natal, San Diego. A banda afirmou que o single foi sua primeira e única música escrita desde sua reunião formal em fevereiro de 2018 e não tinha planos concretos de lançar o single e tocar no show da SOMA.
Em 12 de abril de 2019, a banda lançou um videoclipe para "Redefined", incluindo uma participação especial do vocalista de August Burns Red, Jake Luhrs.
Em 14 de abril de 2019, a banda anunciou a turnê europeia "Shaped by Fire", com o apoio de Chelsea Grin, Unearth e Fit For a King, a partir de setembro de 2019 e terminando em outubro. Em 5 de julho de 2019, a banda anunciou através de suas redes sociais que antes de começar a turnê europeia ela fará uma turnê pela America Latina, voltando ao Brasil nos dias 7 (São Paulo) e 8 (Rio de Janeiro), que são as datas dos primeiros shows no Brasil em 8 anos. Em 15 de julho de 2019, a banda anunciou também as datas norte-americanas da turnê "Shaped by Fire" com o apoio direto de After the Burial e Emmure para começar em 15 de novembro no House of Blues em Las Vegas e concluir em 14 de dezembro com um show da cidade natal no Soma San Diego. Detalhes de seu próximo álbum, Shaped by Fire, foram divulgados no site europeu da Nuclear Blast com uma data de lançamento prevista para 20 de setembro de 2019. O portal Loudwire o elegeu como um dos 50 melhores discos de metal de 2019.

### Turnê 20 anos, novo álbum e saída do guitarrista (2019 - presente)
Em 9 de agosto de 2019, a banda anunciou oficialmente que seu primeiro álbum em sete anos, Shaped by Fire, seria lançado pela Nuclear Blast Records, juntamente com o lançamento da faixa-título do álbum. Em 13 de setembro, a banda lançou "Blinded" como o quarto single do álbum junto com um videoclipe.
Em março de 2020, como forma de apoiar sua equipe durante a pandemia do COVID-19, eles lançaram uma música adicional, "Destruction or Strength", um lado B das sessões do álbum Shaped by Fire. Em maio de 2020, foi lançado outro videoclipe para a música "Torn Between".
Em agosto de 2020, surgiram rumores sobre a saída do guitarrita Nick Hipa, fizeram shows sem sua participação, além da desassociação das suas contas pessoais de mídia social com a banda. Hipa confirmou oficialmente sua saída um ano depois, em 31 de agosto de 2021, observando que os comportamentos resultantes de estar na banda levaram à sua decisão de deixá-la: "Há um tremendo bem que pode ser realizado através do foco singular no poder da música. para minha memória e experiência recente, isso vem ao custo de tolerar comportamentos que às vezes maltratam, desrespeitam e magoam outras pessoas." Ele elaborou ainda que o poder e o raciocínio por trás da reunião de As I Lay Dying desapareceram em favor de atividades superficiais, das quais ele não desejava fazer parte.
Em 24 de setembro de 2021, a banda lançou um novo single, "Roots Below".
Em 29 de março de 2022, foi confirmada a turnê de aniversário de 20 anos, intitulada "Two Decades of Destruction", com divulgação de 30 datas por todo o território americano, essa turnê conta com a participação de Whitechapel, Shadow of Intent, Brand of Sacrific e Ov Sulfur.

## Temática
As letras demonstram as batalhas, os problemas e suas perspectivas como cristãos, porém, segundo Tim Lambesis, nem todas as letras se encaixam plenamente dentro do contexto de crença, pois também estão relacionadas à experiências pessoais.

## Premiações
- San Diego Music Awards
- Artista do Ano (2005)[33]
- Artista do Ano (2007)[34]
- Artista do Ano (2008)[35]
- Melhor Hard Rock (2011)[36]

- Grammy Awards
- Best Metal Performance com a música "Nothing Left" (2008)[37]

- MTV2 Music Awards
- Ultimate Metal God (2007)[38]

- Hollywood Film Fest Awards
- Melhor videoclipe musical com "The Sound of Truth"(2009)[39]

- Loudwire Music Awards
- Banda de metal do Ano (2012)[40]

## Integrantes
Membros atuais
- Tim Lambesis - vocal (2000–presente)
- Jordan Mancino - bateria (2000–2022)
- Phil Sgrosso – guitarra, vocal de apoio (2003–2024)
- Ken Susi – guitarra (2022–2024)
- Ryan Neff – baixo, vocal limpo (2022–2024)
- Nick Pierce – bateria (2022–2024)

Ex-membros
- Nick Hipa – guitarra, vocal de apoio (2003–2014, 2018–2020)
- Clint Norris – baixo, vocais limpos (2003–2006)
- Evan White – guitarra (2001–2003), bass (2002–2003)
- Jeremy Rojas – guitarra (2001)
- Jon Jameson – baixo (2001)
- Noah Chase – baixo (2001, 2002, 2003)
- Tommy Garcia –  guitarra, baixo, vocal de apoio (2002–2003; suporte em turnê 2003–2010)
- Jasun Krebs – guitarra (2002–2003)
- Brandon Hays – baixo, guitarra (2002–2003)
- Aaron Kennedy – baixo (2003)
- Josh Gilbert – baixo e vocal limpo (2007–2022)
- Jordan Mancino – bateria (2000–2014, 2018–2022)

Membros de turnê
- Chad Ackerman – guitarra (2001–2002), vocal de apoio (2007)
- Caylen Denuccio – baixo (2002–2003)
- Chris Lindstrom – guitarra (2001, 2003)
- Mark Macdonald – guitarra (2003–2004)
- Ruben Gutierrez – guitarra (2001)
- David Arthur – vocal limpo (2005)
- Justin Foley – bateria (2009)
- Joey Bradford – vocal limpo (2012)
- Duane Reed – vocal limpo (2007)

Linha do tempo

## Discografia

### Álbuns de estúdio
- Beneath the Encasing of Ashes (2001)
- Frail Words Collapse (2003)
- Shadows Are Security (2005)
- An Ocean Between Us (2007)
- The Powerless Rise (2010)
- Awakened (2012)
- Shaped by Fire (2019)
- Through Storms Ahead (2024)

### Álbum ao vivo
- This Is Who We Are (2009)

### Split
- As I Lay Dying/American Tragedy (split) (2002)

### Compilações
- A Long March: The First Recordings (coletânea) (2006)
- Decas (2011)

## Galeria

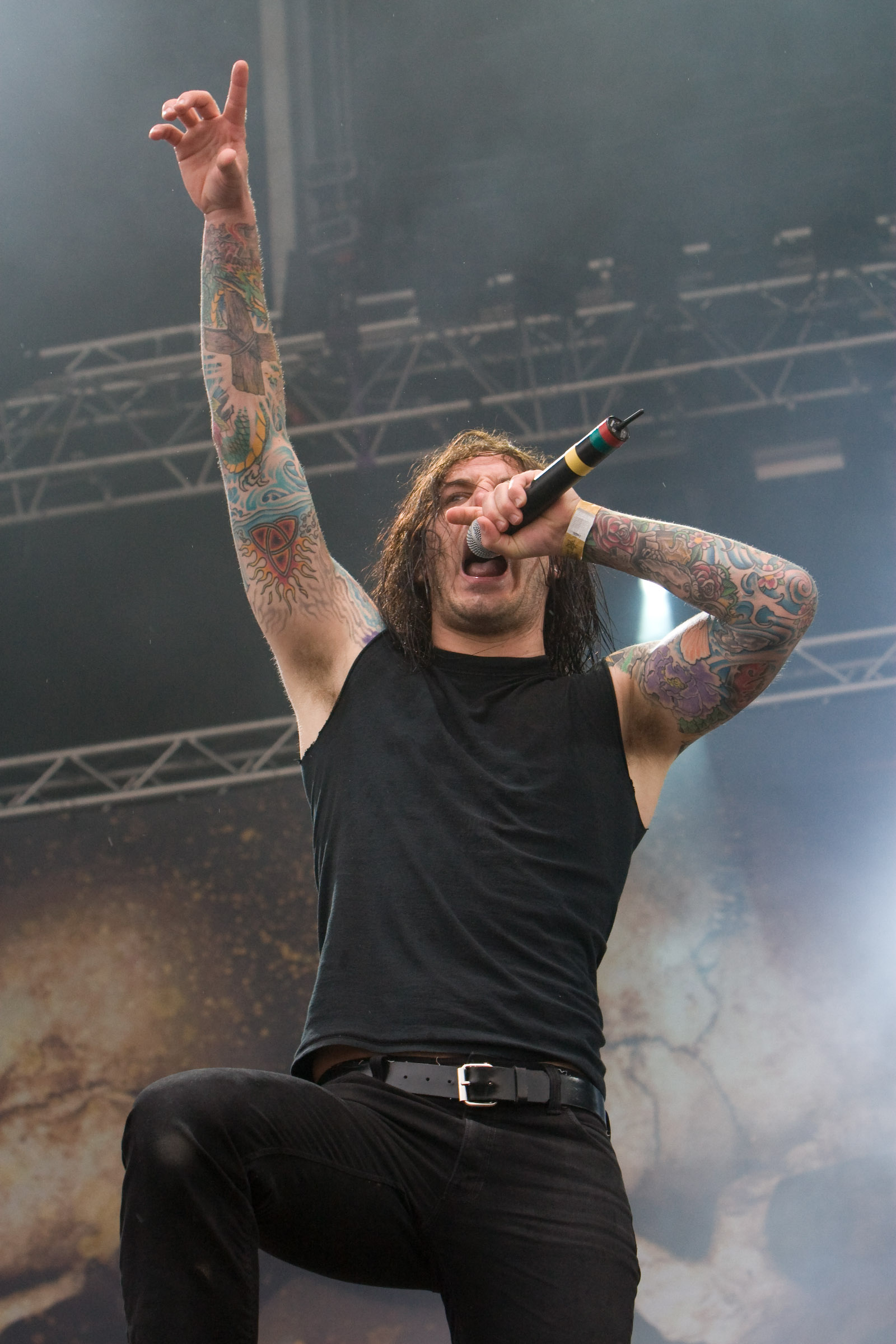
O vocalista Tim Lambesis no Full Force 2007.
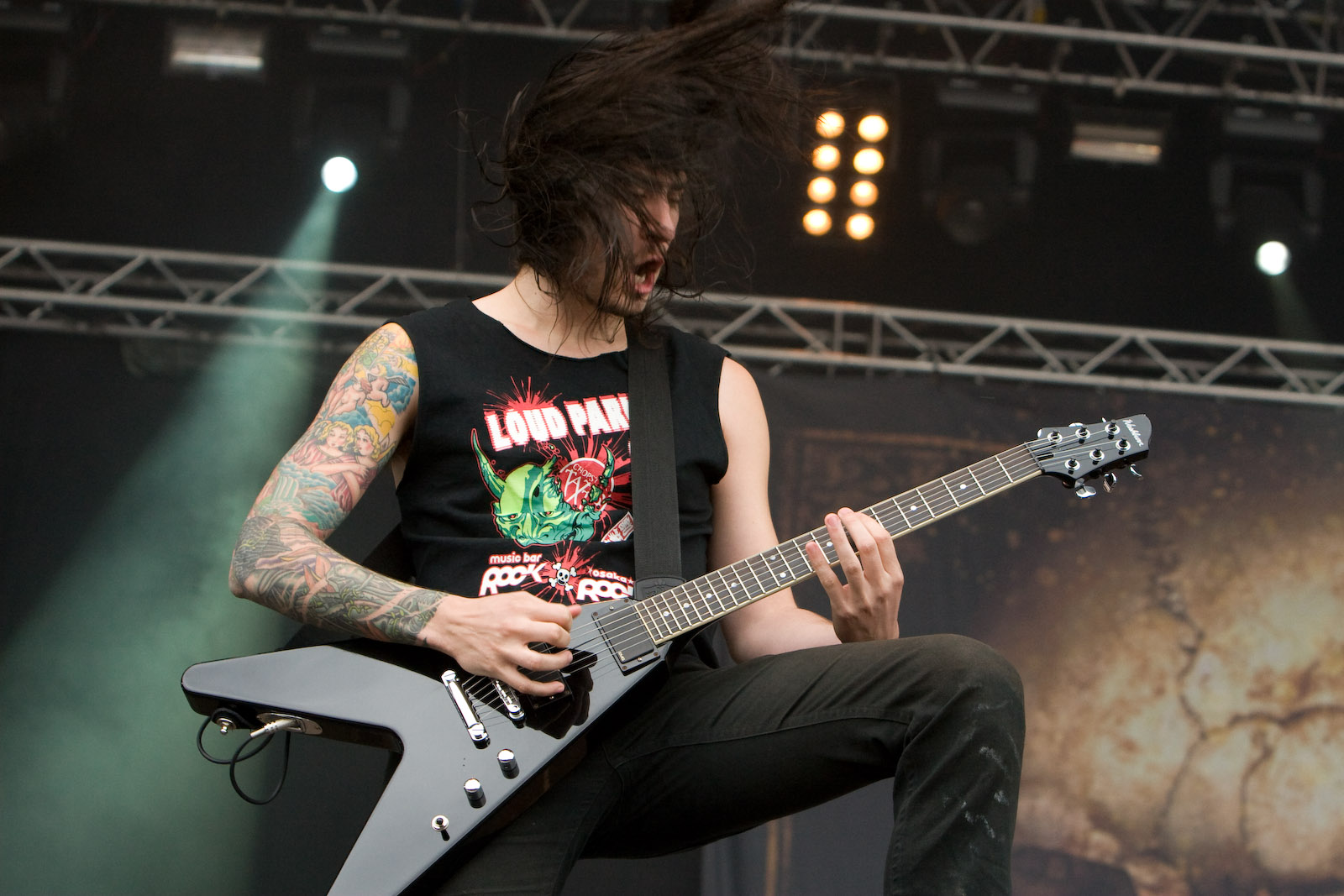
O guitarrista Phil Sgrosso.
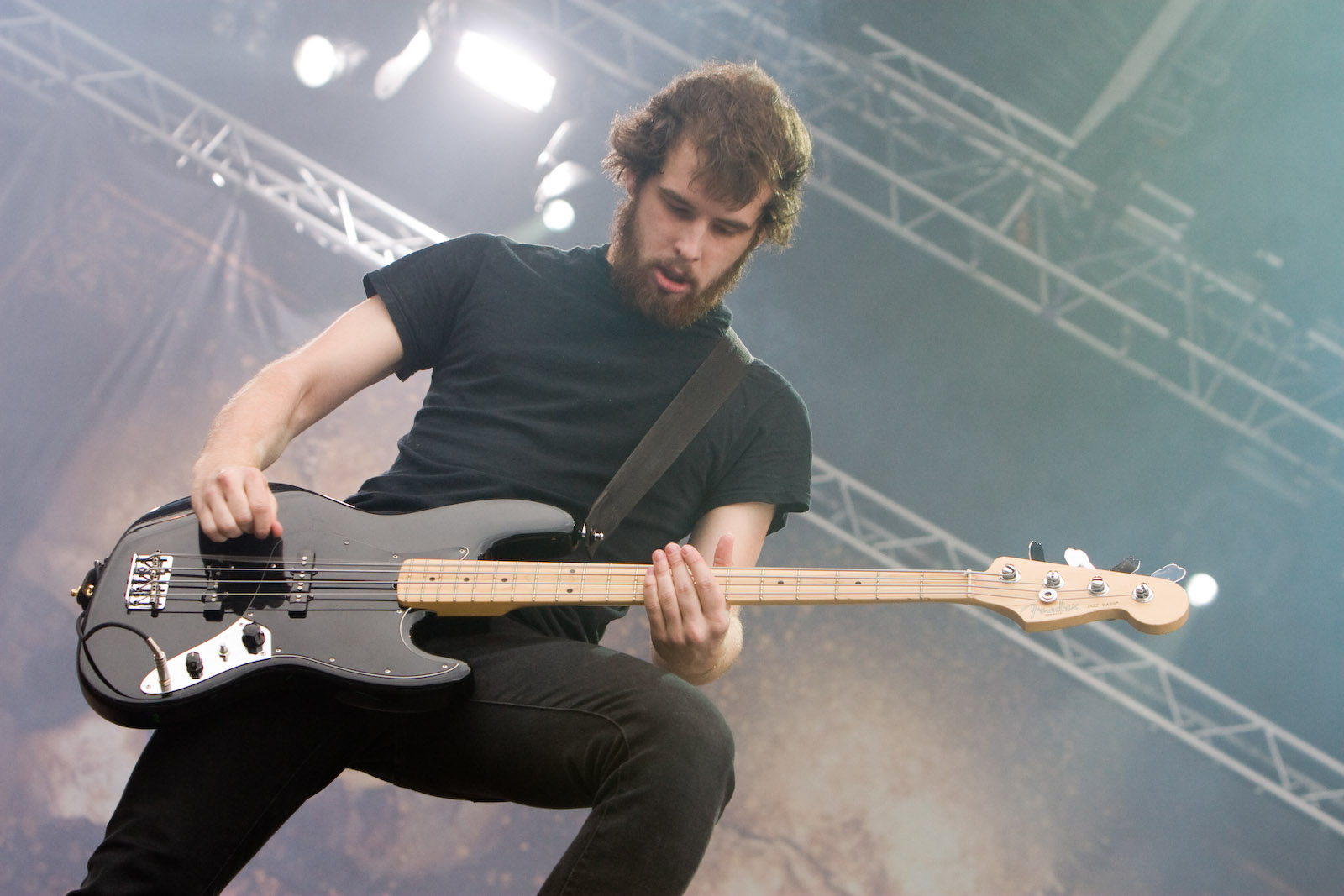
O baixista Josh Gilbert.
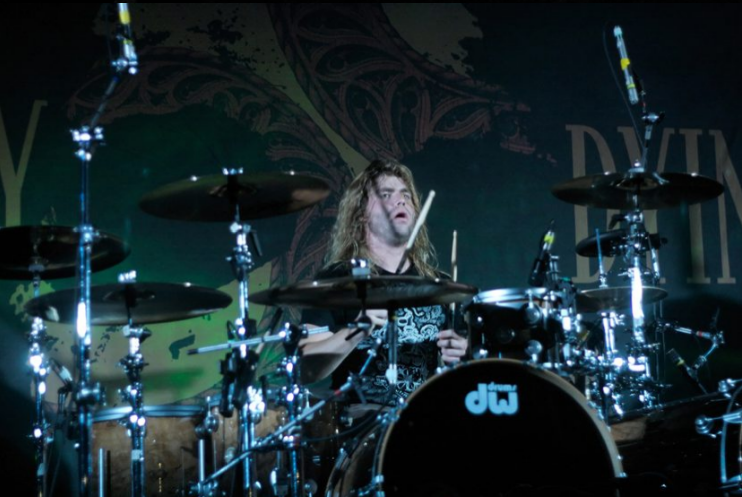
O baterista Jordan Mancino, em 2010.
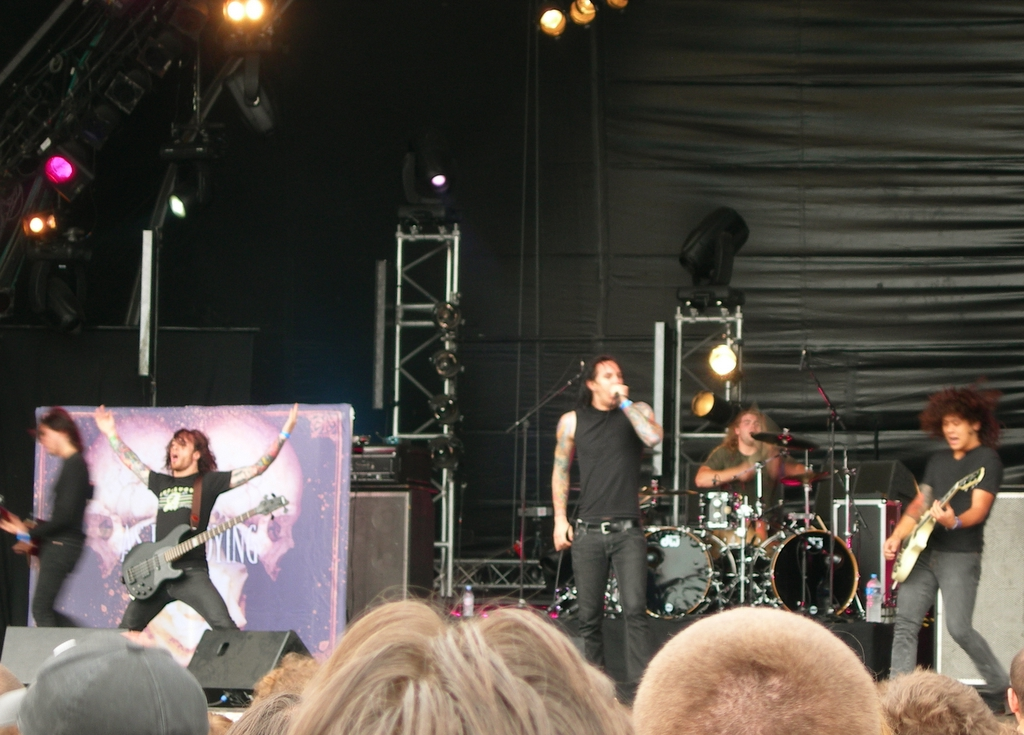
Performance da banda no Hellfest 2006.